# А в чистом поле
«А в чистом поле» («За нами Путин и Сталинград») — песня российского музыкального коллектива «Белый орёл» 2001 года. Автор музыки — Леонид Гревнов, автор слов — Виктор Пеленягрэ, режиссёр клипа — Михаил Хлебородов.

Припев песни содержит строки:
А в чистом поле система «Град», за нами Путин и Сталинград.
 На российском телевидении вышла в программе «Намедни» канала НТВ через месяц после террористического акта 11 сентября в США.
В ряде случаев песня транслируется на мероприятиях сторонников Владимира Путина. Так, в октябре 2007 года около 7 тысяч участников молодёжных движений «Молодая гвардия», «Наши», «Россия молодая» на Манежной площади провели митинг в рамках начала предвыборной кампании в Государственную думу. Под музыку активисты скандировали лозунги «Верим в Россию — верим в себя», «Россия — время побед», «План Путина — это наш план». В ноябре 2007 года в спортивном комплексе «Лужники» был проведён «Всероссийский форум в поддержку главы государства», организованный партией «Единая Россия» и движением «За Путина». На мероприятии помимо другой музыки звучала песня «А в чистом поле».
Начальный рифф песни практически совпадает с таковым из композиции «Owner of a Lonely Heart» британской группы Yes, а припев — с песней ирландского рок-музыканта Криса де Бурга «Moonlight and Vodka».

## Отзывы
Один из участников группы, Леонид Лютвинский, прокомментировал появление песни следующим образом:

В этой песне перечислены фактически все важные события, что произошли в нашей стране и в мире. «Летят самолёты, плывут корабли, обломки Нью-Йорка в небесной пыли… Простые ребята, седлают коня, ну как там они на войне без меня? Талибы считают последние дни, а глянут на небо — там звезды одни…» Мы принимаем участие в антитеррористической коалиции! Боремся со злом как умеем. Мы считаем, что создали песню века.

Леонид Радзиховский сказал:

Что такое молодёжь — наша, российская молодёжь? Ясно что. Это идеалисты, свято любящие Россию и Путина. «А в чистом поле система «Град», за нами Путин и Сталинград» — это «выпелось», — как говорил Достоевский — из души народной.

По мнению политолога института Европы РАН Дмитрия Фурмана, текст песни находится на грани пародии. Радио Свобода отмечает что до аннексии Крыма и Войны в Донбассе песня воспринималась как стёб и пост-ирония
Главный редактор издательства «Молодая гвардия» Андрей Петров считает, что появление песни свидетельствует о значительности личности Путина. В «Российской газете» песня была охарактеризована как «кипящий шлягер».
Олег Кашин отнёс песню к одному из 12 самых значимых хитов последних 20 лет, отметив:

В песне нашлось место всем актуальным событиям последнего времени — и «обломки Нью-Йорка в небесной пыли», и «принцессы Дианы жемчужная нить», и талибы, которые «считают последние дни», а припев — «А в чистом поле система „Град“, за нами Путин и Сталинград!» — немедленно вошёл в поговорку. Впрочем, официозным хитом песня не стала — слишком уж была похожа на стёб, к тому же сама группа «Белый орёл» изначально была постмодернистским проектом.

Ссылаясь на таблоид «Экспресс-газета», Кашин также отмечает, что Виктор Пеленягрэ за свой текст выдал изменённое стихотворение поэта Андрея Туркина «Посмотришь на небо — там звёзды одне».
Максим Кононенко (Mr. Parker) считает песню значительным событием в российской поп-музыке 2001 года и называет сочинение песни «художественной провокацией». :

Слава Богу, похоже на то, что песня эта была воспринята населением именно так, как писал её Виктор Пеленягрэ — как произведение куртуазного маньеризма, возвращающее нас в культурный контекст, характеризующийся текстом «кавалеристы, Сталин дал приказ». Но эксперимент был опасен — а ну как общество восприняло бы текст серьёзно? Впрочем, специально для гашения подобных настроений в обществе специальные политические технологи создали молодёжное движение «Идущие вместе», основной целью которого является профанация любых проявлений культа личности президента, доведение их до абсурда и вызывание народного смеха и умиления.

Виктор Пеленягрэ критиковался за «раздувание культа личности» Владимира Путина. После аннексии Крыма и Войны в Донбассе он был включён в базу сайта Миротворец